# Jan Phyl Village
Jan Phyl Village är en ort (CDP) i Polk County, i delstaten Florida, USA. Enligt United States Census Bureau har orten en folkmängd på 5 573 invånare (2010) och en landarea på 11,9 km².